# Министерство финансов Азербайджана
Министерство финансов Азербайджанской Республики — орган исполнительной власти Азербайджана, обеспечивающий осуществление единой государственной финансовой политики и управление государственными финансовыми активами.

## История

### Период АДР
28 мая 1918 года, в день создания Азербайджанской Демократической Республики (АДР) было сформировано правительство АДР. В составе правительства было сформировано Министерство финансов.
Первым министром финансов стал Насиб-бек Усуббеков.
21 октября года были утверждены Положение и структура Министерства финансов.

### Период Азербайджанской ССР
После распада Азербайджанской Демократической Республики на территории Азербайджанской ССР 28 апреля 1920 года был образован Совет Народных Комиссаров. В составе Совета Народных Комиссаров был создан Народный Комиссариат финансов.
Декретом № 135 Азревкома от 14 августа 1920 года принято положение о Народном Комиссариате финансов Азербайджанской ССР. В состав Комиссариата входили бюджетно-расчётное, налоговое, таможенное управление. Таким образом, управление налогообложением и таможенное дело были отнесены к компетенции Комиссариата финансов.
В городах и районах Азербайджанской ССР действовали уездные отделы Народного Комиссариата финансов.
Согласно Конституции Азербайджанской ССР 1937 года создано Министерство финансов Азербайджанской ССР. В 1956 и 1971 годах Постановлениями Совета Министров Азербайджанской ССР приняты Положения о Министерстве финансов. Основными обязанностями Министерства в тот период являлись привлечение денежных средств в государственный бюджет и перераспределение их на расходы, касающиеся мероприятий по развитию народного хозяйства, а также повышения культурного уровня народа Азербайджанской ССР.

### Современный период
9 февраля 2009 года Постановлением Президента Азербайджана № 48 утверждено Положение о Министерстве финансов Азербайджана. Положением определяются права и обязанности Министерства.

## Структура
- Аппарат министерства
  - Бюджетный отдел
  - Отдел налоговой политики и доходов
  - Отдел финансирования государственного аппарата
  - Отдел финансирования социальной сферы
  - Отдел международных отношений
  - Отдел финансирования экономической сферы
  - Отдел финансирования программ социального назначения
  - Отдел финансирования инфраструктурных программ
  - Отдел регулирования финансовых и страховых рынков
  - Отдел макроэкономического прогнозирования и экономического анализа
  - Отдел современных технологий и автоматизированных систем управления
  - Отдел учета
- Государственное казначейское агентство
- Государственное агентство по управлению государственным долгом
- Государственное агентство страхового надзора
- Государственное агентство финансового контроля
- Государственное агентство по контролю за драгоценными металлами и камнями

Министерство финансов Нахичеванской Автономной Республики подчиняется Министерству финансов Азербайджана.

## Права и обязанности Министерства

### Права
- получать и составлять аналитические материалы и расчеты от структурных подразделений, муниципалитетов и внебюджетных фондов независимо от форм собственности или организационно-правовой формы, необходимые для подготовки проекта государственного бюджета
- получать отчеты о функциональных, экономических и административных классификациях в порядке, установленном организациями, получающими субсидии и другую финансовую помощь от бюджетных организаций и государственного бюджета
- ограничение и возмещение оплаченных средств в государственный бюджет в случае нецелесообразности расходования выделенных средств из государственного бюджета (за исключением расходов на оборону), несвоевременного представления отчетов путем уведомления руководителей соответствующих органов исполнительной власти
- принимать меры по выводу из предприятий, учреждений, организаций и муниципалитетов средств, выделенных из государственного бюджета, в том числе средств, выделенных из целевого бюджета;
- осуществлять финансовый контроль над учреждениями, предприятиями и организациями, использующими государственные бюджетные средства
- на основе законодательства, а также решений правоохранительных и судебных органов проводить проверки в учреждениях, предприятиях и организациях
- проводить аналитику финансово-хозяйственной деятельности государственных предприятий, учреждений и организаций
- осуществлять контроль над организациями, которым выданы лицензии Министерством финансов;
- осуществлять контроль над учреждениями, предприятиями и организациями, занимающимися переработкой драгоценных металлов и драгоценных камней
- согласно законодательству и в пределах своих полномочий издавать обязательные для выполнения приказы и распоряжения

### Обязанности
- предлагать пути осуществления единой государственной финансовой, бюджетной и налоговой политики и осуществление этой политики
- подготовка плана государственного бюджета и его осуществление
- стабилизация государственных финансов и развития финансового рынка
- привлечение иностранного капитала в экономику Азербайджана, ведение учета его расходования и движения к источникам оплаты
- улучшение системы составления и расходования бюджетов, бюджетно-налогового прогнозирования, механизмов финансирования, правил учета и отчетов
- контроль эффективности управления, в том числе распределения и расходования средств государственного бюджета
- осуществление мерильного (определение проб) контроля на территории Азербайджана[2][4]

## Деятельность
30 декабря 2023 года в Министерстве создана система «Зеленый коридор», осуществляющая выдачу разрешений на проведение кассовых расходных операций по некоторым расходам в автоматическом порядке посредством программного обеспечения.
При министерстве действует колл-центр для обращения граждан по номеру «8778».
Министерство размещает остатки казначейского счёта на депозитах в банках второго уровня путём депозитных аукционов.

## Руководство
- Сахиль Бабаев — министр
- Фати-заде, Ильгар Фати оглы, 1-й заместитель министра
- Байрамов, Азер Азиз оглы, заместитель министра
- Сулейманов, Намиг Сулейман оглы, руководитель аппарата

## Структуры, находящиеся в подчинении

### Финансовый научно-образовательный центр
Финансовый научно-образовательный центр создан 5 июня 2002 года решением № 91 Кабинета Министров Азербайджана. Центр организует работу Министерства финансов Азербайджана, совершенствует уровень профессиональной подготовки, повышает квалификацию и переподготавливает работников Министерства, а также государственных служб и агентств, местных департаментов и подведомственных организаций.
Основными обязанностями центра являются:
- осуществление научных исследований в области финансов, в том числе кадровой политики финансовых работников;
- оценка профессиональных знаний и деловых качеств аудитории на основе результатов участия и разработка рекомендаций по их последующему использованию;
- организация научных встреч, конференций и семинаров;
- привлечение финансового и бухгалтерского персонала из финансируемых государством организаций, а также других государственных учреждений и предприятий[9][10]

### Информационно-вычислительный центр
Информационно-вычислительный центр Министерства финансов Азербайджана создан 30 декабря 1977 года.
Задача центра заключается в выполнении информационно-вычислительной работы и услуг. Основной целью центра является улучшение финансового управления, которое влияет на социально-экономическое развитие страны.